# Bandārupalle
Bandārupalle är en ort i Indien.   Den ligger i distriktet Guntūr och delstaten Andhra Pradesh, i den södra delen av landet, 1 400 km söder om huvudstaden New Delhi. Bandārupalle ligger 54 meter över havet och antalet invånare är 5 063.
Terrängen runt Bandārupalle är platt. Runt Bandārupalle är det mycket tätbefolkat, med 2 103 invånare per kvadratkilometer. Närmaste större samhälle är Guntur, 13,4 km sydost om Bandārupalle. Trakten runt Bandārupalle består till största delen av jordbruksmark.